# Midori-ku (Nagoya)
Midori-ku (緑区?) è uno dei sedici quartieri amministrativi della città di Nagoya, in Giappone.